# 落檐
落檐（学名：Schismatoglottis hainanensis）为天南星科落檐属的植物，是中国的特有植物。分布于中国大陆的海南省等地，生长于海拔140米至200米的地区，目前尚未由人工引种栽培。
其种加词“hainanensis”意为“海南的”。

## 别名
万年青草（海南临高）